# Athertonia diversifolia
Athertonia diversifolia är en tvåhjärtbladig växtart som först beskrevs av Cyril Tenison White, och fick sitt nu gällande namn av L.A.S. Johnson & B. G. Briggs. Athertonia diversifolia ingår i släktet Athertonia och familjen Proteaceae. Inga underarter finns listade i Catalogue of Life.